# 大册营镇
大册营镇，是中华人民共和国河北省保定市满城区下辖的一个乡镇级行政单位。

## 行政区划
大册营镇下辖以下地区：
岗头村、大册村、大册营村、马厂村、方上村、沿村、北宋村、北宋营村、夜借村、永南庄村、苏庄村、下子口村、上子口村、西村、六间房村和王辛庄村。